# Fernando Figueroa
Fernando Figueroa (ur. 1849 w Illobasco, zm. 16 czerwca 1919) - salwadorski generał i polityk, minister finansów i spraw wewnętrznych oraz w latach 1898-1905 minister wojny. Ostatni (do 1931) wojskowy prezydent Salwadoru (od 1 marca 1907 do 1 marca 1911). Przez krótki czas pełnił funkcję prezydenta także w 1885 roku. 